# Crisp (Texas)
Crisp è una comunità non incorporata (unincorporated community) della contea di Ellis nel Texas, negli Stati Uniti. Il cantante di musica country Ernest Tubb è nato qui. Si trova a 34 km a est di Waxahachie.
Prende il nome da Charles Frederick Crisp, uno speaker della Camera dei rappresentanti degli Stati Uniti. La denominazione divenne ufficiale nel 1892, quando fu aperto l'ufficio postale; anche se alcune persone già ci vivevano da pochi anni. La città raggiunse il suo picco di abitanti negli anni 1920. La situazione rimase stabile fino agli anni 1960, quando la popolazione era scesa a poco meno di 100 abitanti. L'ufficio postale fu chiuso nel 1954.
Una vicina fornace produceva, per un periodo, mattoni con il nome di Crisp. Come per quelli prodotti nelle vicine città di Ferris e Palmer, questi sono molto cercati dai collezionisti di mattoni.